# Aspidelaps lubricus
Aspidelaps lubricus, comúnmente conocida como la serpiente de coral del Cabo o la cobra de coral del Cabo, es una especie de serpiente venenosa de la familia Elapidae. La especie es endémica de partes del sur de África.

## Descripción
A. lubricus es una serpiente de cuerpo delgado y relativamente pequeña, de alrededor de 49 a 61 cm de longitud total (incluida la cola), algunas llegan a medir hasta 76 cm.  Tiene una escala rostral ampliada, que es la escama ubicada en la parte frontal del hocico sobre la abertura de la boca de la serpiente. La cabeza en relación con el cuerpo es muy corta, por lo que es muy fácil distinguirla del cuello y el resto de la serpiente. Los colores van del rojo anaranjado al amarillo, y se asemejan ligeramente a los patrones de coloración que se ven en algunas serpientes de maíz. La serpiente de coral del Cabo tiene anillos negros gruesos a lo largo de la longitud del cuerpo, rodeando completamente el cuerpo pero no completamente en el segmento de la cola. Hay alrededor de 20 a 47 anillos en total que se extienden a lo largo del cuerpo de la serpiente. Esta especie también contiene una capucha estrecha justo debajo de la cabeza, al igual que otras cobras.

## Distribución geográfica y hábitat
A. lubricus se encuentra en las regiones de Karoo, antigua provincia del Cabo, y hasta Namibia. Habita principalmente en regiones muy áridas, como desiertos y ecosistemas rocosos / arenosos. Estas áreas dentro de Sudáfrica dentro del Karoo son conocidas por lluvias escasas y predecibles y poca vegetación, principalmente arbustos y matorrales.

## Taxonomía
| Subespecies    | Autor de taxón   | Nombre común             | Rango geográfico                                    |
| -------------- | ---------------- | ------------------------ | --------------------------------------------------- |
| A. l. lubricus | (Laurenti, 1768) | Serpiente coral del Cabo | Provincia del Cabo, Estado libre Orange (Sudáfrica) |
| A. l. cowlesi  | Bogert, 1940     | Serpiente coral angoleña | Sur de Angola, Norte de Namibia                     |